# Charilaos Vasilakos
Charilaos Vasilakos (Trípoli, 1877 - Atenas, 1 de dezembro de 1964) foi um maratonista grego, medalha de prata na maratona dos I Jogos Olímpicos da Era Moderna e o primeiro vencedor de uma maratona.
Em 1894, após a decisão de se reviverem os antigos Jogos Olímpicos, idéia de Pierre de Frédy, o Barão de Coubertin, as preparações foram feitas para que eles se realizassem em seu país de origem, a Grécia. Uma das provas escolhidas para o atletismo seria a maratona, que nunca tinha sido disputada antes. A história da corrida vinha da Antiguidade, da lenda de Fidípides, o soldado-mensageiro grego que havia corrido de Maratona até Atenas para avisar da vitória ateniense na Batalha de Maratona, entre os gregos e os persas, em 490 a.C.
Os gregos ficaram bastante entusiasmados com esse novo evento, e decidiram realizar corridas de qualificação para os pretendentes a representar a Grécia nela. Estas provas foram organizadas por um coronel do exército, Papadiamantopoulos, dentro dos Jogos Pan-Helênicos modernos, organizados em março de 1896 como um teste preparatório para os Jogos Olímpicos. A primeira corrida de seleção - e a primeira maratona da história - aconteceu em 22 de março e foi vencida por Vasilakos em 3 horas e 18 minutos.
Vasilakos foi um dos únicos 17 atletas competidores nessa primeira maratona olímpica, 13 gregos e 4 estrangeiros, disputada na distância de 40 km. Ele chegou em segundo lugar, em 3h06m03s, atrás do compatriota Spiridon Louis, que se tornaria a partir daí o grande herói nacional esportivo grego.
Depois dos Jogos, ele se tornou despachante aduaneiro em Atenas, onde morreu em dezembro de 1964.